# Igor (voornaam)
Igor is een jongensvoornaam van Russische oorsprong.

## Herkomst
Er zijn twee mogelijkheden voor de herkomst van de naam:
- de naam is van Scandinavische oorsprong en is afgeleid van Ingwer
- de naam is een afkorting van de Byzantijns-Griekse naam Grigorius, een variant van de voornaam Gregorius

## Bekende naamdragers

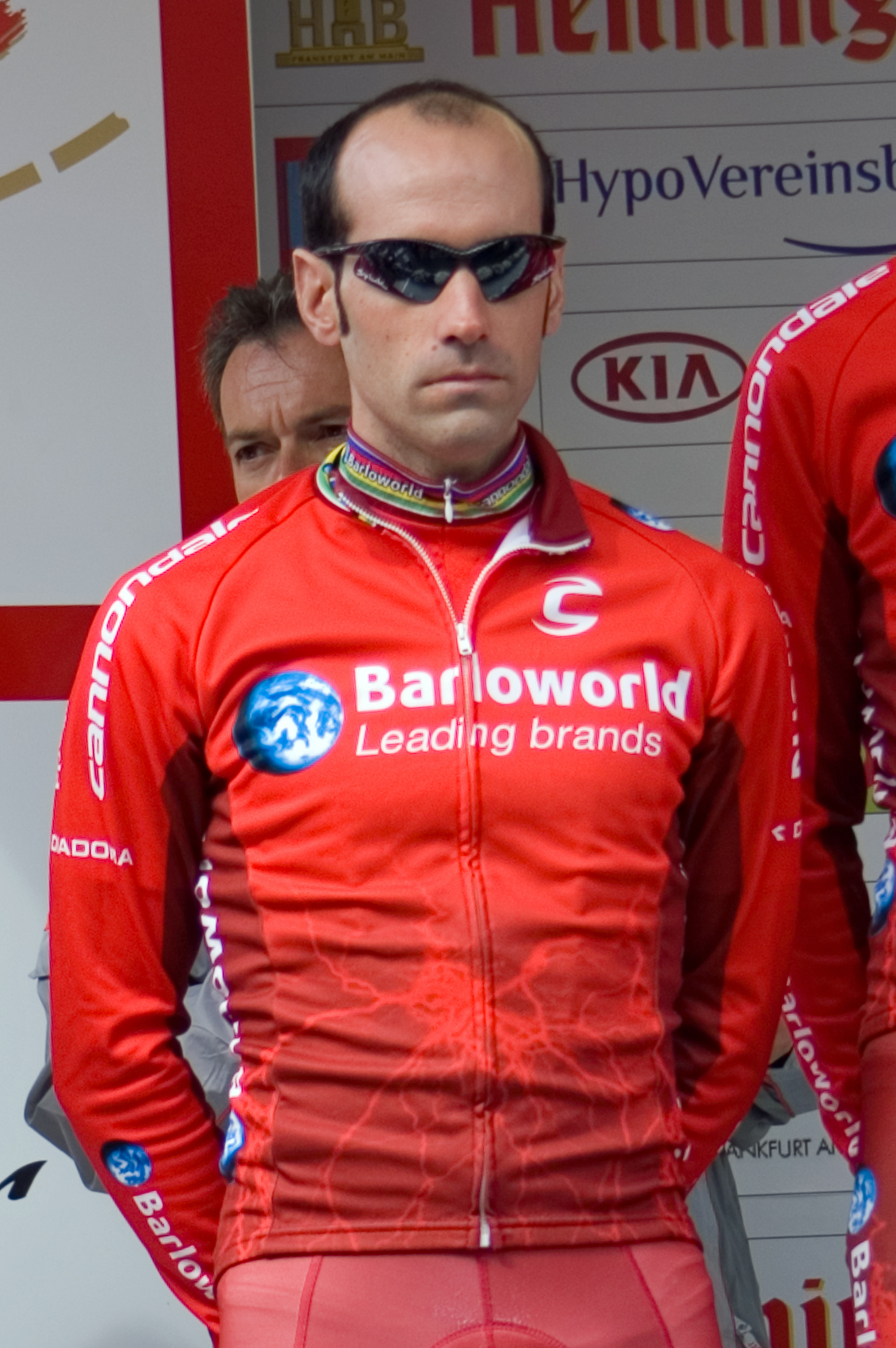
Igor Astarloa

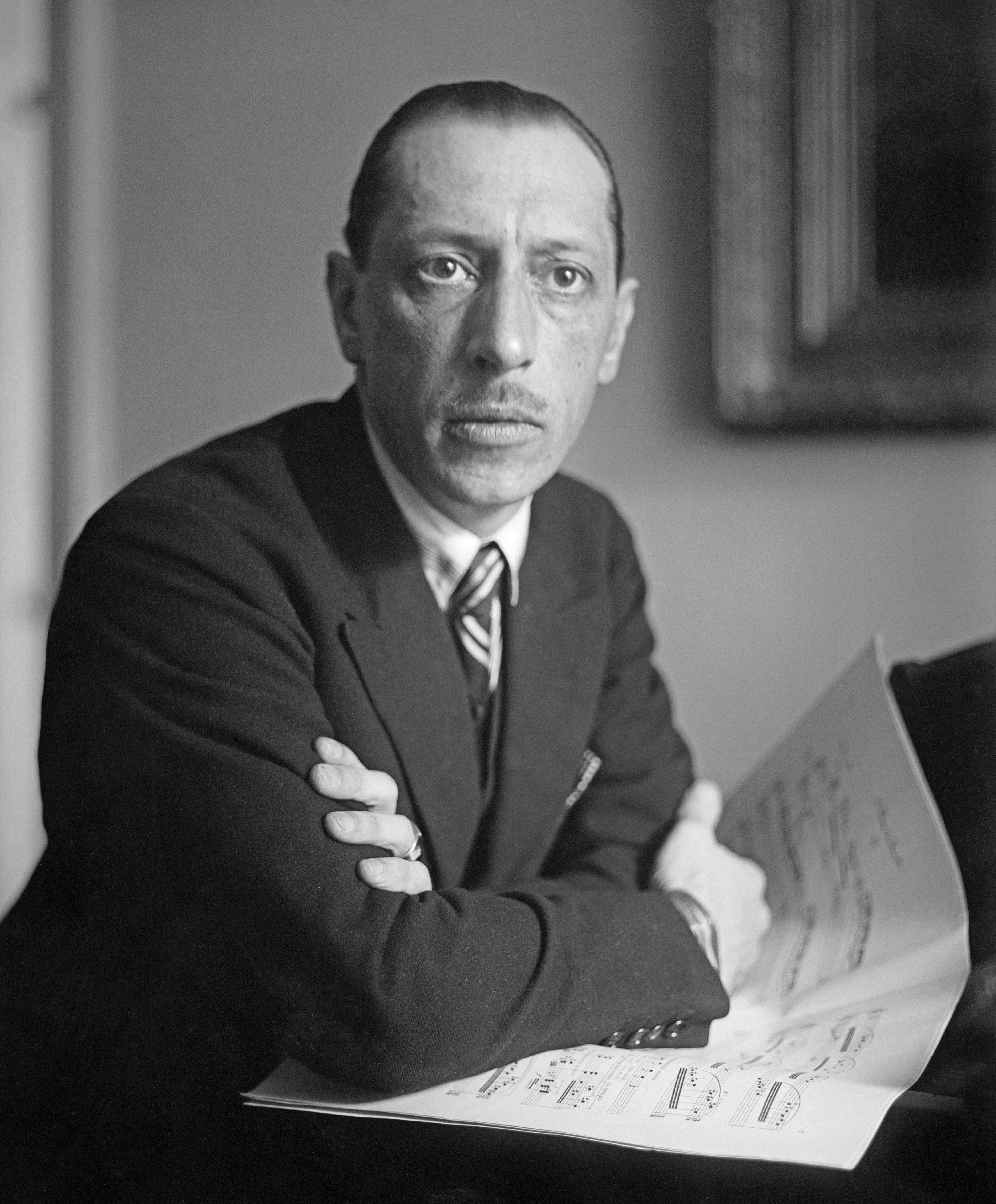
Igor Stravinsky

- Igor Ansoff, Russisch-Amerikaans econoom en wiskundige
- Igor Astarloa, Spaans wielrenner
- Igor Andrejev, Russisch tennisser
- Igor Bališ, Slowaaks voetballer
- Igor Benedejčič, Sloveens voetballer
- Igor Cornelissen, Nederlands journalist
- Igor de Camargo, Belgisch-Braziliaans voetballer
- Igor González de Galdeano, Spaans wielrenner
- Igor Koenitsyn, Russisch tennisser
- Igor Koertsjatov, Sovjet-Russisch kernfysicus
- Igor Kolyvanov, Russisch voetballer en voetbalcoach
- Igor Malkov, Russisch schaatser
- Igor Markevitsj, Oekraïens dirigent en componist
- Igor Mitoraj, Pools beeldhouwer
- Igor Moisejev, Russisch choreograaf
- Igor Oprea, Moldavisch voetballer
- Igor Pavlov, Russisch polsstokhoogspringer
- Igor Poetin, Russisch politicus
- Igor Prins, Estisch voetballer en voetbalcoach
- Igor Sergejev, Russisch militair en politicus
- Igor Sikorsky, Oekraïens-Amerikaans luchtvaartpionier
- Igor Stravinsky, Russisch-Frans-Amerikaans componist
- Igor Tamm, Sovjet-Russisch natuurkundige en wiskundige, Nobelprijswinnaar
- Igor Trandenkov, Russisch polsstokhoogspringer
- Igor Zjelezovski, Sovjet-Russisch en Wit-Russisch schaatser